# Alfred Flechtheim

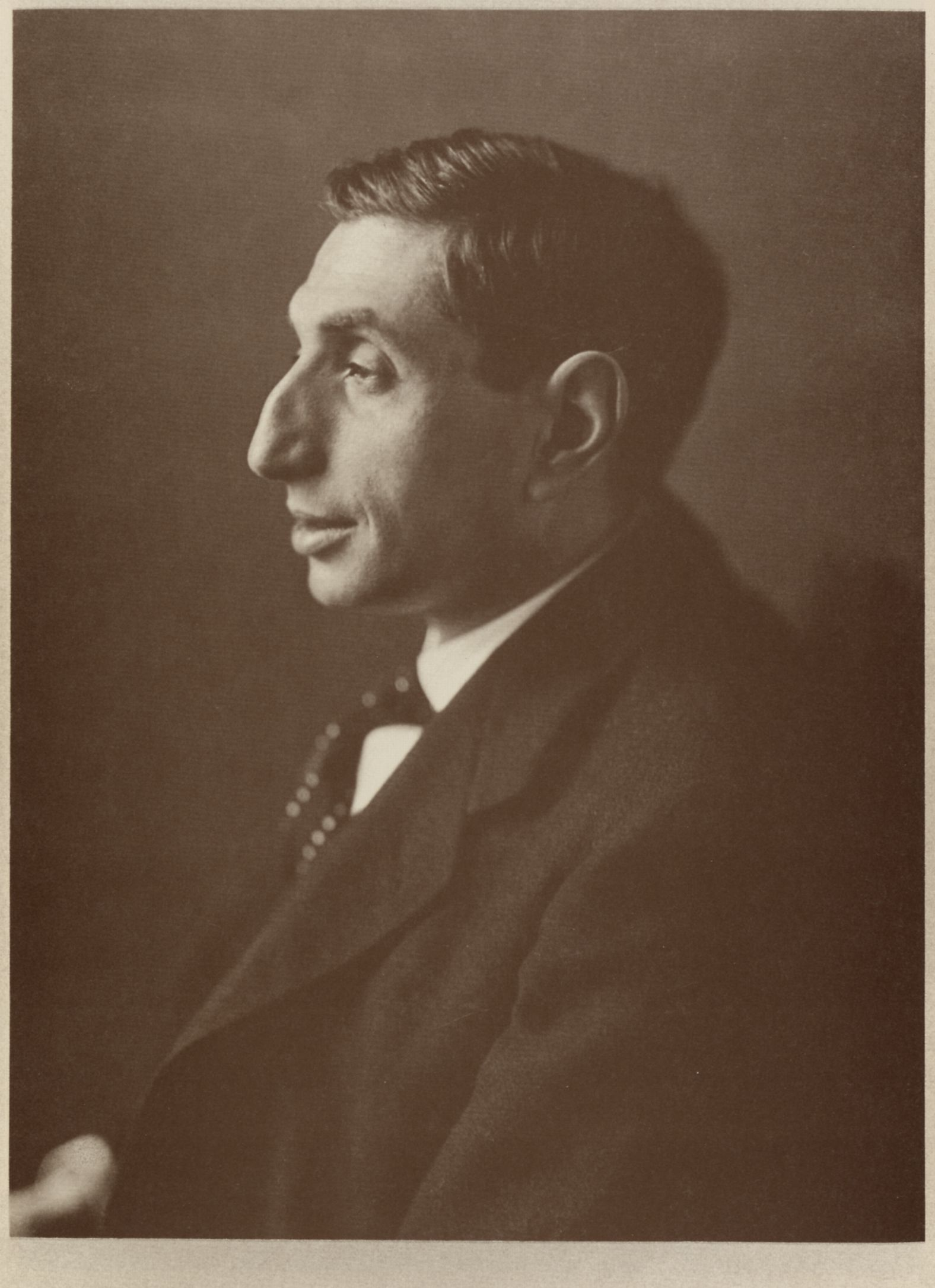
Alfred Flechtheim um 1910. Porträt von Jacob Hilsdorf

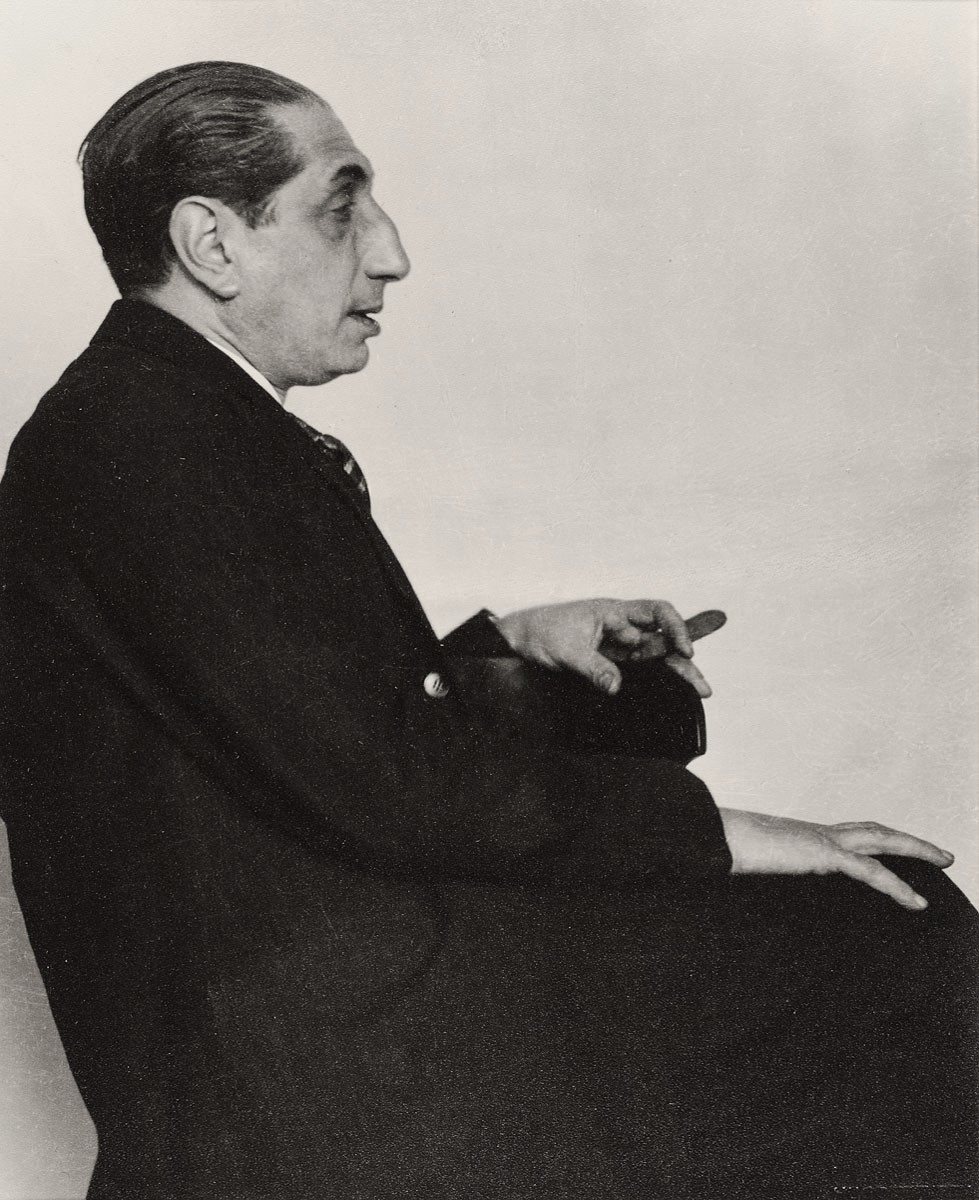
Alfred Flechtheim (1928). Foto von Hugo Erfurth

Alfred Flechtheim (geb. 1. April 1878 in Münster, Westfalen; gest. 9. März 1937 in London) war ein deutscher Kunsthändler, Kunstsammler, Galerist, Publizist und Verleger. Er war wie Paul Cassirer und Herwarth Walden einer der wichtigsten Förderer avantgardistischer Kunst in der Weimarer Republik.

## Leben

### Familie und Privatleben

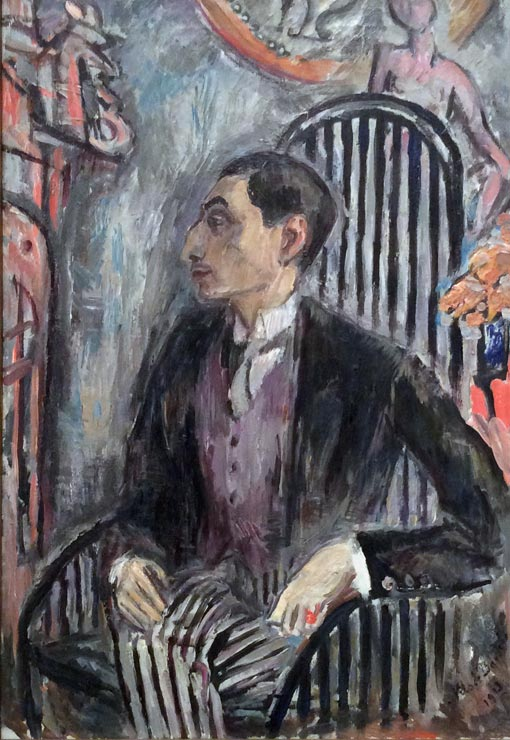
Nils von Dardel: Porträt Alfred Flechtheim, 1913

Alfred Flechtheim entstammte der in Westfalen verwurzelten jüdischen Kaufmannsfamilie Flechtheim. Er wurde 1878 in Münster als Sohn des Getreidegroßhändlers und Besitzers des Flechtheimspeichers Emil Flechtheim (1850–1933) und dessen Ehefrau Emma Flechtheim, geb. Heymann (1856–1935), geboren und absolvierte zunächst eine Kaufmannslehre in Paris. Volontariate in London, Liverpool und Odessa folgten, und im Jahr 1902 wurde er Teilhaber des väterlichen Unternehmens, das seit 1895 seinen Hauptsitz in Düsseldorf hatte. 1910 heiratete er die vermögende Dortmunder Kaufmannstochter Betty Goldschmidt (1881–1941). Die Ehe blieb kinderlos, beider Erbe wurde der 1933 nach England emigrierte Neffe Heinz Alfred Hulisch (1910–1992). Der Politikwissenschaftler Ossip K. Flechtheim (1909–1998) war ebenfalls ein Neffe Alfred Flechtheims. Mit dem schwedischen Künstler Nils von Dardel verband ihn 1913 eine Affäre.

### Flechtheim als Kunstsammler ab 1906

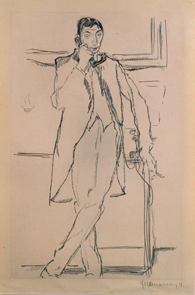
Otto Feldmann: Herr am Telefon (Flechtheim), 1913, Museum Ludwig, Köln

Bereits kurz nach der Jahrhundertwende trat Flechtheim erstmals öffentlich als Kunstliebhaber und -sammler in Erscheinung. Anlässlich einer 1906 in Düsseldorf veranstalteten Ausstellung von Werken aus Privatbesitz zur Düsseldorfer Malerschule wurden unter anderem auch Werke aus der Sammlung Flechtheim gezeigt. Während seiner Paris-Reisen ab 1906 lernte er im Café du Dôme den Kunstexperten Wilhelm Uhde und die Künstler um Henri Matisse kennen, die er später als Galerist vertrat. Im Café du Dôme traf er auch den Mannheimer Daniel-Henry Kahnweiler, der sich 1907 in Paris als Kunsthändler niedergelassen hatte. Mit ihm hatte Flechtheim enge Geschäftskontakte, und Kahnweilers Bruder Gustav wurde später sein Kompagnon.
Bereits vor dem Ersten Weltkrieg besaß Flechtheim Werke unter anderen von Vincent van Gogh und Paul Cézanne, kaufte zeitgenössische Kunst, allen voran die französische Avantgarde, darunter wichtige Frühwerke von Pablo Picasso, Georges Braque und André Derain, und stand in Verbindung sowohl mit den Mitgliedern des Blauen Reiters (Wassily Kandinsky, Maurice de Vlaminck, Alexej Jawlensky, Gabriele Münter und andere) als auch mit den Rheinischen Expressionisten (unter anderen Heinrich Campendonk, August Macke, Heinrich Nauen, Paul Adolf Seehaus) sowie den Künstlern der Brücke.

### Gründung eigener Galerien ab 1913
1909 wurde Flechtheim Mitbegründer und Schatzmeister des Düsseldorfer Sonderbundes und war maßgeblich an der Organisation und Umsetzung der Kölner Sonderbund-Ausstellung von 1912 beteiligt. 1913 eröffnete er in der Düsseldorfer Königsallee 34 seine eigene Galerie; Dependancen in Berlin, in Frankfurt, Köln und Wien (Galerie Würthle) folgten später. Eine seiner ersten Ausstellungen im Jahr 1914 war Künstlern wie Jules Pascin, Marie Laurencin, Karl Hofer, Wilhelm Lehmbruck und Ernesto de Fiori gewidmet. Im April 1914 zeigte er Edvard Munch, Ernst Barlach und Ottilie Reylaender. Seit 1917 zeigte Flechtheim Werke von Fernand Léger regelmäßig in den Kollektivausstellungen.
Nach dem Ersten Weltkrieg erfolgte die Wiedereröffnung der Galerie Alfred Flechtheim Düsseldorf in der Königsallee zu Ostern 1919 mit einer ersten Ausstellung über die Expressionisten.

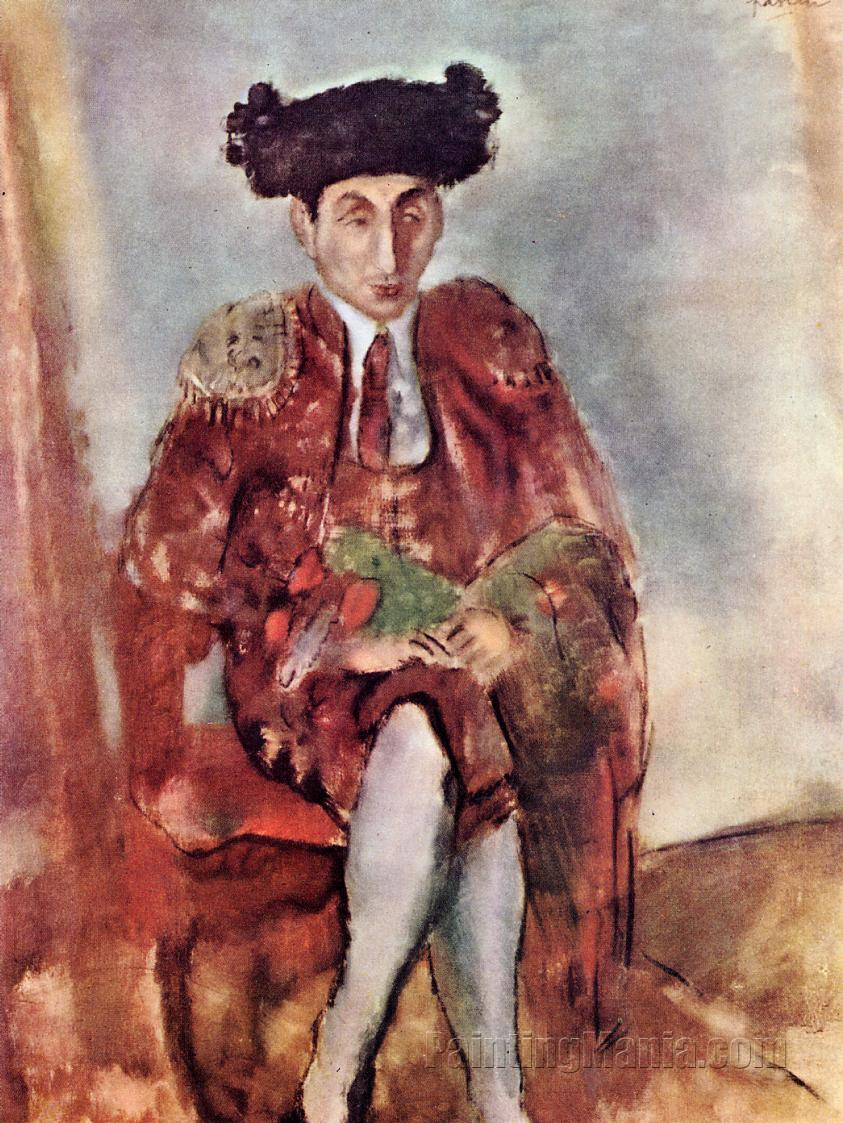
Jules Pascin: Alfred Flechtheim gekleidet als Torero, 1927, Musée National d’Art Moderne, Paris

Als ehemaliger aktiver Kavallerieoffizier im besetzten Rheinland durch ein Missverständnis auf eine Fahndungsliste geraten, siedelte Flechtheim 1921 nach Berlin über. Im Oktober 1921 gründete er mit seinem Kompagnon Gustav Kahnweiler die Galerie Flechtheim am Lützowufer 13. Flechtheims Soiréen, Ausstellungseröffnungen und Bälle im Berlin der Zwanziger Jahre waren legendär und galten als gesellschaftliche Ereignisse. Im Jahr 1927 wurde der später nach New York City emigrierte Curt Valentin eingestellt, der Ausstellungen und Omnibus mitgestaltete. 1928 eröffnete Flechtheim in Berlin die bis dahin größte Werkschau Légers mit einhundert Gemälden, Aquarellen, Gouachen und Zeichnungen. Er selbst ließ sich in der Léger-Ausstellung von der Fotografin Lili Baruch vor einem Werk von Léger porträtieren.

### Alfred Flechtheim als Verleger
Neben seiner umfassenden Ausstellungstätigkeit gab Flechtheim die Kunst- und Kulturzeitschriften Der Querschnitt (gegründet 1921) und Omnibus (gegründet 1931) heraus. Als 1925 der Verleger Hermann Ullstein die Zeitschrift Der Querschnitt übernahm, zog sich Flechtheim verlegerisch zurück und überließ dem Journalisten Hermann von Wedderkop die Herausgeberschaft. Bis zum Verbot durch Joseph Goebbels gehörten die Zeitschriften zur künstlerischen Avantgarde der Weimarer Republik. Darüber hinaus trat Flechtheim als Buchverleger für Künstler wie Werner Schramm oder Karl Hofer auf.

### Anfeindungen im Nationalsozialismus und Flucht 1933
Flechtheim war, wie der deutsche Kunsthandel insgesamt, durch die Auswirkungen der Weltwirtschaftskrise 1929 bereits finanziell angeschlagen. Insbesondere der Umstand aber, dass er als einer der prominentesten Verfechter von Kunst, die kurz darauf als „entartet“ und „verfemt“ denunziert wurde, politisch und rassistisch motivierten Anfeindungen und Verunglimpfungen seiner Person durch Nationalsozialisten ausgesetzt war, führte von 1932 an zu Flechtheims wirtschaftlichem Niedergang. Seine letzten Ausstellungen (Sammlung Paul Multhaupt) und Versteigerungen in Düsseldorf wurden im März 1933 von NSDAP-Anhängern gestört und zum Abbruch gebracht, in der nationalsozialistischen Presse erschienen Hetzartikel gegen ihn, und Ende desselben Monats übernahm Flechtheims langjähriger Mitarbeiter und Geschäftsführer Alex Vömel, ein „Stahlhelmer“ und „über Nacht“ zum „strammen“ SA- und NSDAP-Mitglied geworden, die Düsseldorfer Galerieniederlassung ohne Absprache mit Flechtheim unter dem Namen Galerie Alex Vömel. In dieser Situation flüchtete Flechtheim Ende Mai 1933 über die Schweiz zunächst nach Paris, 1934 schließlich nach London.

### Letzte Jahre

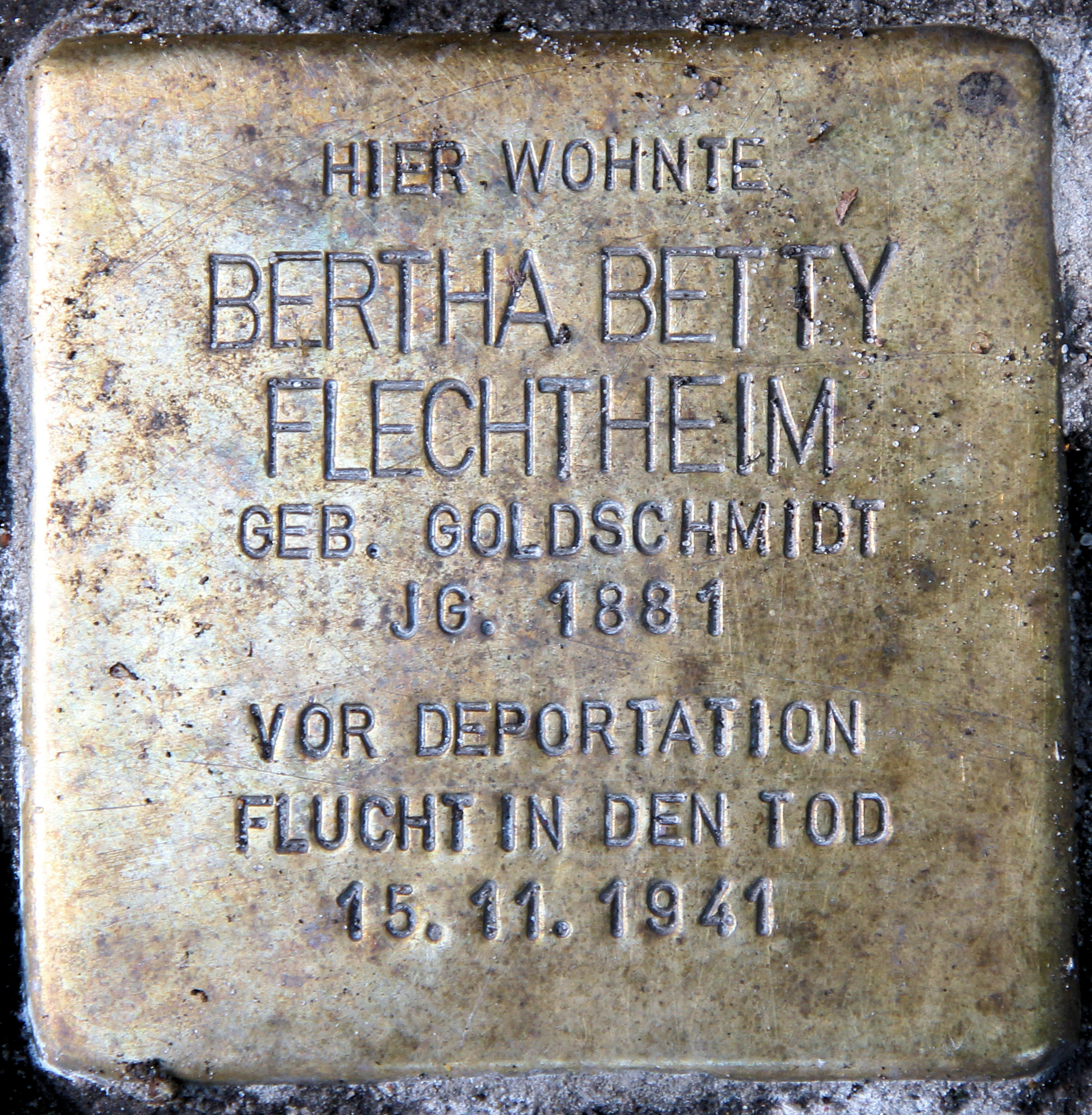
Stolperstein für Betty Flechtheim in der Düsseldorfer Straße 44 in Berlin-Wilmersdorf

Sein bis Anfang 1937 noch fortbestehendes Kunsthandlungsunternehmen in Deutschland wurde, um den drohenden Konkurs abzuwenden, ab Ende 1933 liquidiert, der galerieeigene Bestand an Kunstwerken dabei unter Wert verkauft, Kommissionsware „verschleudert“. Flechtheims private Sammlung, die er zum Teil ins Ausland schaffen konnte, wurde aufgrund von Flucht, Emigration und wirtschaftlicher Not bis zu seinem Tod weitestgehend aufgelöst, gelangte unter ungeklärten Umständen in fremden Besitz oder wurde nach dem Suizid von Flechtheims Witwe Betty am 15. November 1941 in Berlin von der Gestapo beschlagnahmt. Flechtheims Versuche, im Exil als Kunsthändler nochmals Fuß zu fassen, scheiterten; er starb am 9. März 1937 verarmt in London an den Folgen einer krankheitsbedingten Notoperation. Flechtheim wurde im Golders Green Crematorium eingeäschert, wo sich in Nische 4062A noch heute seine Asche befindet.

### Postume Diffamierungen
Nach Flechtheims Tod wurde in der NS-Propaganda-Ausstellung „Entartete Kunst“ im Jahr 1938 in Düsseldorf ein großes Foto des Galeristen gezeigt, das ihn und die von ihm vertretene Kunst mit dem Kommentar „Der Jude, der Großmanager dieser Kunst“ diffamierte. Weitere postume Diffamierungen waren unter anderem in Wolfgang Willrichs Publikation „Säuberung des Kunsttempels. Eine kunstpolitische Kampfschrift zur Gesundung deutscher Kunst im Geiste norddeutscher Art“ (1937) zu lesen. Auch in der Wanderausstellung Der ewige Jude (ab November 1937) wurde „Der Kunsthändler Alfr. Flechtheim“ in einer großflächigen Fotomontage in herabwürdigender Absicht präsentiert.

## Tätigkeit als Galerist

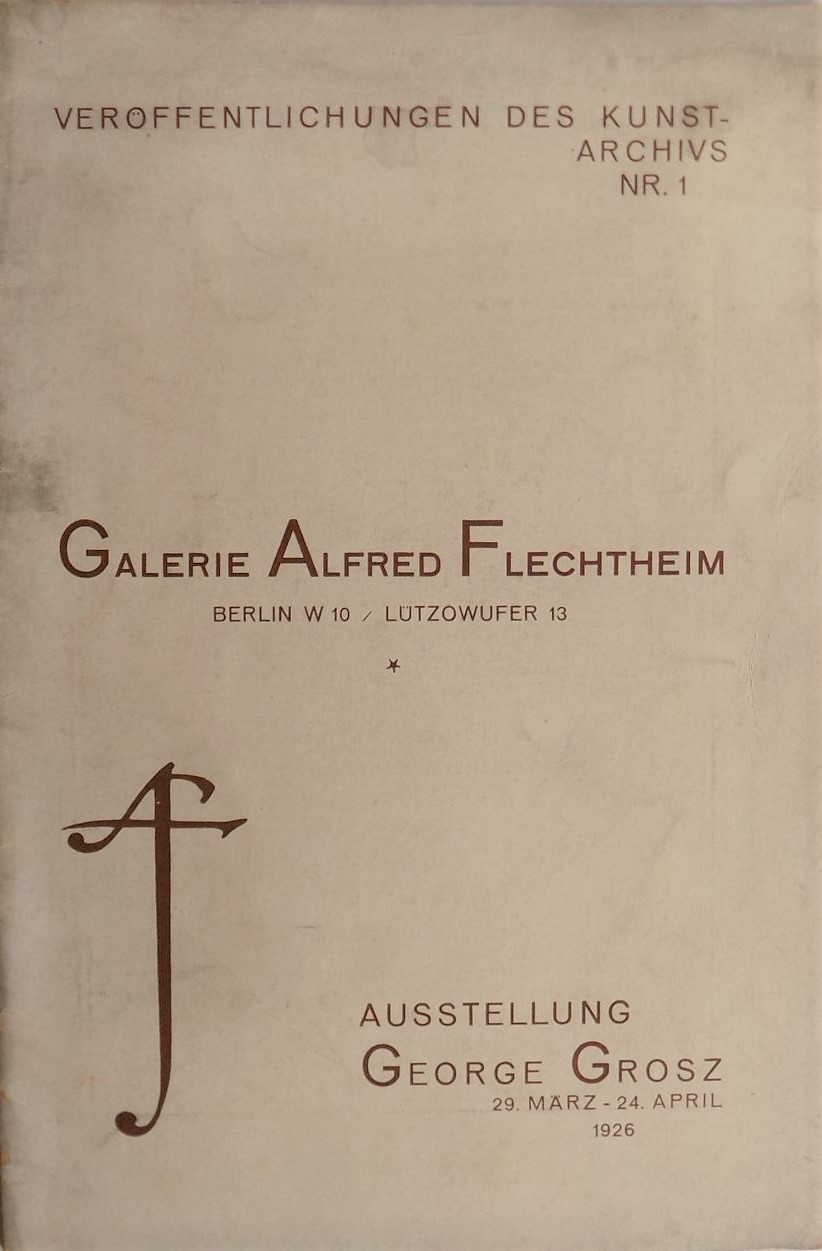
Ausstellungskatalog von Alfred Flechtheim (1926)

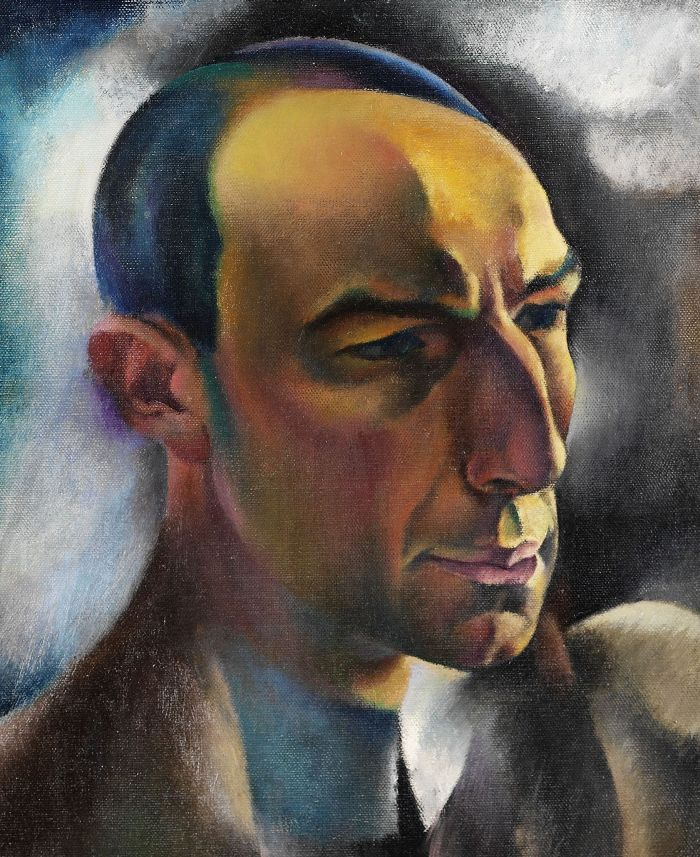
Hanns Bolz: Porträt Alfred Flechtheim, 1910 – Reiff-Museum Aachen

Anzeige auf der Rückseite des Ausstellungskatalogs zur 25. DKB-Jahresausstellung in Köln (1929)

Als Mitbegründer des Sonderbundes handelte Flechtheim zunächst mit Werken der Düsseldorfer Malerschule. Später gingen durch seine Hände Arbeiten unter anderem von Arnold Böcklin, Paul Cézanne, Lovis Corinth, Gustave Courbet, Paul Gauguin, Vincent van Gogh, Ferdinand Hodler, Max Liebermann, Édouard Manet, Edgar Degas, Claude Monet, Odilon Redon, Pierre-Auguste Renoir, Paul Signac, Max Slevogt und Wilhelm Trübner sowie Georges Braque, Erich Heckel, Henri Matisse, Alexej von Jawlensky, August Macke, Edvard Munch und Pablo Picasso. Auch den Impressionisten galt sein Interesse.
Im Sommer 1914 stellte er erstmals deutsche Künstler aus dem Kreis des „Café du Dôme“ – Rudolf Großmann, Rudolf Levy und Wilhelm Lehmbruck in der Ausstellung „Der ‚Dôme‘“ in Düsseldorf aus. Während des Ersten Weltkriegs gab Flechtheim seine Galerie zeitweilig auf; die Bestände wurden 1917 in der ersten Auktion mit zeitgenössischer Kunst in Deutschland bei Paul Cassirer und Hugo Helbing in Berlin versteigert.
Nach Wiedereröffnung der Galerie Flechtheim zu Ostern 1919 mit der Ausstellung „Expressionisten“ zeigte Flechtheim bis 1933 weit mehr als 150 Ausstellungen in seinen Galerien. Zu seinen Kunden zählten sowohl viele bedeutende deutsche, wie auch ausländische Kunstmuseen. Zu den von ihm persönlich vertretenen Künstlern gehörten unter anderem Pablo Picasso, Georges Braque, Paul Klee, Max Ernst, George Grosz, Max Beckmann, Peter Janssen, Arno Breker, Aristide Maillol, Hanns Bolz, Hans Breinlinger und Eberhard Viegener.

## Kritik
Else Lasker-Schüler, die in den 20er Jahren von Flechtheim verlegt wurde, stellte den Kunsthändler und Verleger in ihrem Pamphlet „Ich räume auf!“ als geldgierigen und zynischen Geschäftsmann dar, der von der materiellen Not der Künstler in der damaligen Zeit profitierte. Neben Flechtheim wurden auch Paul Cassirer, Axel Juncker und Kurt Wolff scharf kritisiert.
Die Schrift „Ich räume auf! Meine Anklage gegen meine Verleger“ erschien 1925 im Lago-Verlag, Zürich. Für Berlin hatte Else Lasker-Schüler persönlich das Vertriebsrecht.

## Würdigungen
In seiner Geburtsstadt Münster wurde ihm der Alfred-Flechtheim-Platz nahe der Lambertikirche gewidmet.

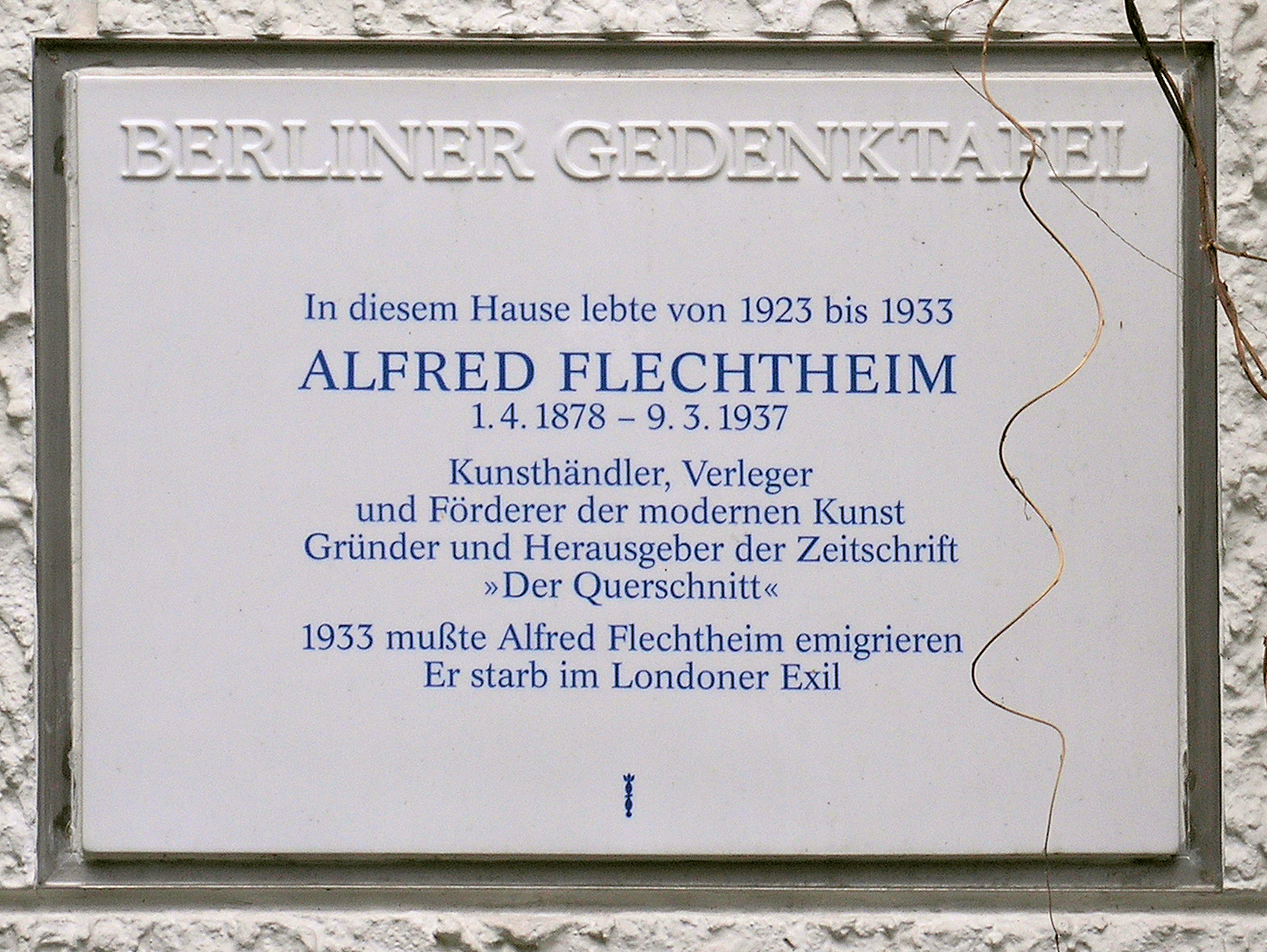
Gedenktafel am Haus Bleibtreustraße 15

In Berlin wurde eine Gedenktafel an dem Haus Bleibtreustraße 15 in Berlin-Wilmersdorf am 16. November 2003 enthüllt. Im selben Haus lebte später auch die Schauspielerin Tilla Durieux.
Im Jahr 2011 erschien erstmals eine detaillierte Biografie über den Galeristen mit dem Titel „Es ist was Wahnsinniges mit der Kunst“. Alfred Flechtheim. Sammler, Kunsthändler und Verleger. Autor ist Ottfried Dascher, ein Historiker und Archivar, der von 1992 bis 2001 Leiter des Hauptstaatsarchivs Düsseldorf war.
Am 6. September 2014 feierte das Wolfgang Borchert Theater in Münster mit der Uraufführung des Theaterstücks Die letzte Soiree von Arna Aley die Wiedereröffnung im Flechtheimspeicher. In der Auftragsarbeit porträtiert die Autorin Alfred Flechtheim in einem dokumentarisch-fiktionalen Stück mit Szenen aus seinem Leben und Zitaten aus seinem Tagebuch.
2017 widmete ihm das Georg Kolbe Museum in Berlin eine Ausstellung unter dem Titel Alfred Flechtheim. Kunsthändler der Moderne, die vom 21. Mai bis zum 3. Oktober 2017 lief.

## Rezeption

### Restitution
Flechtheims Erben fordern im Rahmen der Restitution von Raubkunst für etwa 20 Werke die Rückgabe aus verschiedenen Museen. Im April 2012 erfolgte erstmals eine gütliche Einigung mit dem Kunstmuseum Bonn für das Gemälde Leuchtturm mit rotierenden Strahlen (1913) von Paul Adolf Seehaus. Es konnte infolge einer Entschädigung der Erben in Höhe von 25.000 Euro, der Hälfte des Marktwerts, im Museum verbleiben.

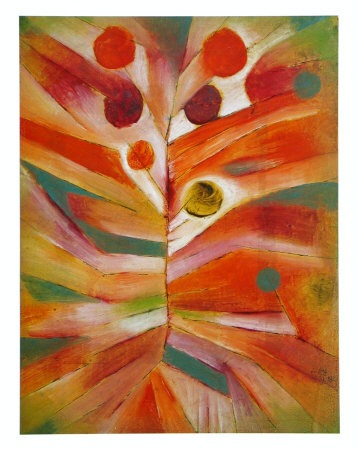
Paul Klee: Federpflanze (1919)

Ende November 2012 wurde bekannt, dass Flechtheims Erben die Rückgabe zweier Bilder aus der Kunstsammlung Nordrhein-Westfalen in Düsseldorf fordern. Hierbei handelt es sich um die Federpflanze (1919) von Paul Klee sowie das Stillleben Violon et encrier (1913) von Juan Gris. Darüber hinaus liegt für das Werk Die Nacht (1918/19) von Max Beckmann eine Anfrage der Anwälte vor. Die damalige Direktorin des Museums, Marion Ackermann, appellierte an die Bundesregierung, in Frankreich auf die Öffnung des seit Jahren unter Verschluss gehaltenen Archivs der Galerie Daniel-Henry Kahnweiler (heute Galerie Louise Leiris) hinzuwirken, um die Provenienz der Gemälde zu klären. Wenn die Recherchen ohne Ergebnis verliefen, müsse die Politik über eine mögliche Rückgabe der Bilder als Akt der moralischen Wiedergutmachung entscheiden.
Anfang April 2013 teilte die Stadt Köln mit, der Empfehlung der beratenden Kommission zur NS-Raubkunst unter dem Vorsitz Jutta Limbachs zu folgen und den Erben Flechtheims das in ihrem Besitz befindliche und im Museum Ludwig ausgestellte Gemälde Porträt Tilla Durieux (1910) des österreichischen Malers Oskar Kokoschka an die Erben Alfred Flechtheim zurückzugeben. Der Wert dieses Werkes wird auf rund drei Millionen Euro geschätzt. Es war 1934, nach Flechtheims Flucht, von Josef Haubrich erworben und von diesem seiner Heimatstadt zusammen mit seiner übrigen Sammlung 1946 als Schenkung überlassen worden.
Von Oktober 2013 bis Februar 2014 gab es eine Ausstellung zum Thema der Provenienzforschung von Werken aus der Sammlung Flechtheim mit dem Titel Alfred Flechtheim.com/Kunsthändler der Avantgarde online, an der 15 deutsche Museen beteiligt waren, die sich gleichzeitig in ihren Häusern diesem Thema widmeten. Überschattet wurde die Gemeinschaftsproduktion durch Beschwerden der Erben Flechtheims, die beklagten, dass sie nicht beteiligt wurden und die Geschichte Flechtheims nicht immer korrekt wiedergegeben werde. Ihr Anwalt stellte eine eigene Webseite ins Netz, die die Ansicht der Familie darstellte.
Nach dem im November 2013 bekanntgewordenen Schwabinger Kunstfund kündigten die Erben Flechtheims Nachforschungen an, ob weitere Werke, die Flechtheim gehörten, darin enthalten sind. Die Erben, der in den USA lebende Michael Hulton und seine Stiefmutter, wiesen auf das Bild Löwenbändiger von Max Beckmann hin. Cornelius Gurlitt, der Sohn des Kunsthändlers Hildebrand Gurlitt, wollte es 2011 über das Kölner Auktionshaus Lempertz versteigern lassen. Nach der Herkunftsklärung durch die Experten dort gab es vor der Versteigerung eine Einigung zwischen Gurlitt und den Flechtheim-Erben.
Ein Großteil der strittigen Restitutionsproblematik besteht einerseits aus der Frage „Privatbesitz oder Kommissionsware?“ und andererseits durch das Datum der NS-Machtübernahme (1933): Bilder, die Flechtheim mit in die Emigration (ebenfalls 1933) nahm, müssen nicht restituiert werden.

### Die fingierte Sammlung Flechtheim
In die Schlagzeilen geriet der Name Flechtheim durch einen Kunstfälscherprozess im Jahr 2011 gegen Wolfgang Beltracchi, dessen Frau Helene und zwei weitere Komplizen. Aus dem Besitz Flechtheims, so die Lügengeschichte der Fälscher, sollen verschollen geglaubte Bilder teuer gehandelter Künstler in die Sammlung Werner Jägers von Helene Beltracchis Großvater Werner Jägers gelangt sein. Gefälschte Fotos und Galerieaufkleber Flechtheims reichten den Käufern bei Versteigerungen als Beleg. Es handelt sich beispielsweise um gefälschte Werke von Max Ernst, Heinrich Campendonk, Max Pechstein oder Kees van Dongen.
Die Beltracchis hatten leichtes Spiel durch falsche Expertisen namhafter Kunstexperten. Wie viele noch nicht entdeckte Fälschungen aus der vermeintlichen Sammlung Jägers noch im Umlauf sind, ist bisher unklar.